# Valence, Drôme
Valence là tỉnh lỵ của tỉnh Drôme, thuộc vùng Auvergne-Rhône-Alpes của nước Pháp, có dân số là 64.260 người (thời điểm 1999).

## Khí hậu
Thành phố Valence có khí hậu cận nhiệt đới ẩm (phân loại Köppen Cfa).
| Dữ liệu khí hậu của Valence, Drôme       | Dữ liệu khí hậu của Valence, Drôme | Dữ liệu khí hậu của Valence, Drôme | Dữ liệu khí hậu của Valence, Drôme | Dữ liệu khí hậu của Valence, Drôme | Dữ liệu khí hậu của Valence, Drôme | Dữ liệu khí hậu của Valence, Drôme | Dữ liệu khí hậu của Valence, Drôme | Dữ liệu khí hậu của Valence, Drôme | Dữ liệu khí hậu của Valence, Drôme | Dữ liệu khí hậu của Valence, Drôme | Dữ liệu khí hậu của Valence, Drôme | Dữ liệu khí hậu của Valence, Drôme | Dữ liệu khí hậu của Valence, Drôme |
| Tháng                                    | 1                                  | 2                                  | 3                                  | 4                                  | 5                                  | 6                                  | 7                                  | 8                                  | 9                                  | 10                                 | 11                                 | 12                                 | Năm                                |
| ---------------------------------------- | ---------------------------------- | ---------------------------------- | ---------------------------------- | ---------------------------------- | ---------------------------------- | ---------------------------------- | ---------------------------------- | ---------------------------------- | ---------------------------------- | ---------------------------------- | ---------------------------------- | ---------------------------------- | ---------------------------------- |
| Cao kỉ lục °C (°F)                       | 19.2 (66.6)                        | 20.6 (69.1)                        | 26.0 (78.8)                        | 29.7 (85.5)                        | 32.6 (90.7)                        | 37.3 (99.1)                        | 38.0 (100.4)                       | 40.5 (104.9)                       | 34.4 (93.9)                        | 28.2 (82.8)                        | 26.2 (79.2)                        | 20.3 (68.5)                        | 40.5 (104.9)                       |
| Trung bình ngày tối đa °C (°F)           | 6.9 (44.4)                         | 8.9 (48.0)                         | 13.3 (55.9)                        | 16.6 (61.9)                        | 21.2 (70.2)                        | 25.1 (77.2)                        | 28.4 (83.1)                        | 27.8 (82.0)                        | 23.1 (73.6)                        | 17.8 (64.0)                        | 11.2 (52.2)                        | 7.4 (45.3)                         | 17.4 (63.3)                        |
| Trung bình ngày °C (°F)                  | 3.9 (39.0)                         | 5.2 (41.4)                         | 8.7 (47.7)                         | 11.6 (52.9)                        | 15.9 (60.6)                        | 19.4 (66.9)                        | 22.2 (72.0)                        | 21.6 (70.9)                        | 17.7 (63.9)                        | 13.5 (56.3)                        | 7.9 (46.2)                         | 4.6 (40.3)                         | 12.7 (54.9)                        |
| Tối thiểu trung bình ngày °C (°F)        | 0.8 (33.4)                         | 1.5 (34.7)                         | 4.0 (39.2)                         | 6.5 (43.7)                         | 10.5 (50.9)                        | 13.7 (56.7)                        | 15.9 (60.6)                        | 15.4 (59.7)                        | 12.3 (54.1)                        | 9.3 (48.7)                         | 4.6 (40.3)                         | 1.9 (35.4)                         | 8.1 (46.6)                         |
| Thấp kỉ lục °C (°F)                      | −20.6 (−5.1)                       | −10.6 (12.9)                       | −10.1 (13.8)                       | −2.0 (28.4)                        | 0.8 (33.4)                         | 4.0 (39.2)                         | 8.5 (47.3)                         | 6.4 (43.5)                         | 2.4 (36.3)                         | −3.6 (25.5)                        | −7.1 (19.2)                        | −13.3 (8.1)                        | −20.6 (−5.1)                       |
| Lượng Giáng thủy trung bình mm (inches)  | 52.0 (2.05)                        | 42.4 (1.67)                        | 51.6 (2.03)                        | 83.3 (3.28)                        | 88.7 (3.49)                        | 58.5 (2.30)                        | 51.1 (2.01)                        | 65.3 (2.57)                        | 110.4 (4.35)                       | 115.4 (4.54)                       | 90.4 (3.56)                        | 58.7 (2.31)                        | 867.8 (34.17)                      |
| Số ngày giáng thủy trung bình (≥ 1.0 mm) | 7.6                                | 7.0                                | 7.4                                | 8.9                                | 9.6                                | 6.6                                | 5.3                                | 6.1                                | 6.7                                | 8.9                                | 8.1                                | 8.1                                | 90.4                               |
| Nguồn: Meteo France                      |                                    |                                    |                                    |                                    |                                    |                                    |                                    |                                    |                                    |                                    |                                    |                                    |                                    |

## Những người con của thành phố
- Jean Joseph Farre (1816-1887), tướng quân đội
- Paul Ricœur (1913-2005), triết gia
- Jean-Etienne Championnet (1762-1800), tướng quân đội
- Jean-Pierre Bachasson, comte de Montalivet (1766-1823), chính khách
- Marthe Camille Bachasson, comte de Montalivet (1801-1885), chính khách